# Géza Zichy
Géza Zichy (Sztára, 23 luglio 1849 – Budapest, 14 gennaio 1924) è stato un pianista e compositore ungherese.
Una delle caratteristiche che lo rese unico e famoso era che, a causa di un incidente, aveva perso un braccio in giovane età e si esibiva nelle sue composizioni solo con la mano sinistra. Fu allievo di Franz Liszt.

## Biografia

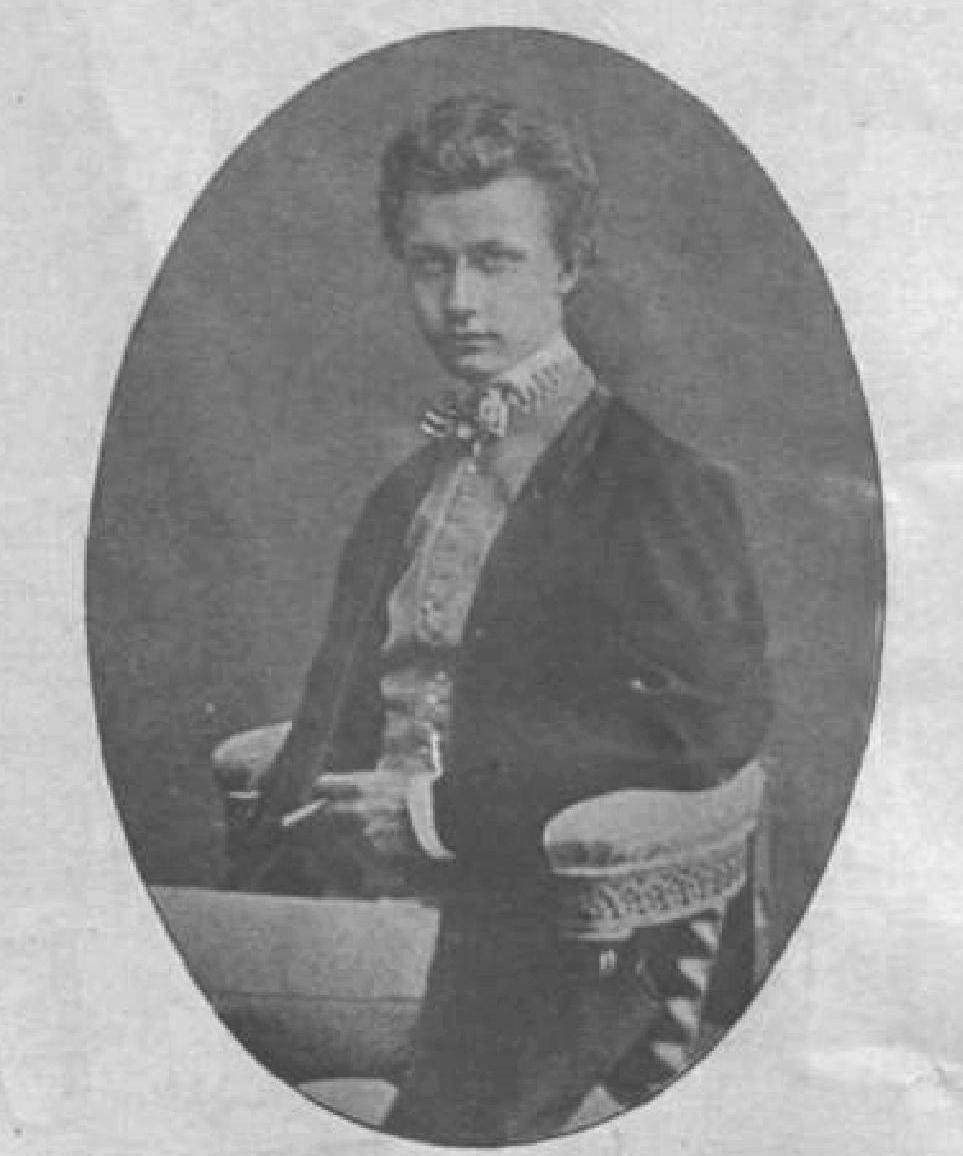
Immagine giovanile del conte Géza Zichy

Zichy nacque al castello di Sztára nel 1849, nella nobile famiglia dei conti Zichy di Vasony-Keö. Suo padre era il conte Lipót Zichy (1805-1869), mentre sua madre era Maria Johanna Kunigunda Nagymihályi Sztáray (1821-1891). Suo nonno paterno era il conte Ferenc Zichy, consigliere imperiale, mentre suo zio paterno era Ferenc Zichy Seraphin, ambasciatore ungherese. Suo bisnonno fu Ödön Zichy (1809-1848), politico cortese e proprietario terriero che fu giustiziato con l'accusa di tradimento nel 1848.
Géza Zichy perse un braccio nel corso di un incidente di caccia all'età di 15 anni. Appassionato di musica, volle comunque intraprendere la carriera di musicista e si specializzò nel pianoforte col solo uso della mano sinistra. A partire dal 1873 e per sei anni consecutivi, studiò contrappunto con Robert Volkmann e poi si perfezionò con Franz Liszt.
Malgrado le sue limitazioni, Zichy riuscì ad avere una proficua carriera sia come concertista che come compositore per quarant'anni. Tenne interi concerti utilizzando solo il braccio sinistro, destinando i ricavati della sua attività di musicista ad opere di beneficenza dal momento che egli disponeva di rendite sufficienti a mantenerlo. Divenne particolarmente noto per la sua sensibilità artistica e godette dell'ammirazione di molti altri pianisti della sua epoca, tra cui lo stesso Liszt che scrisse delle sue opere in diverse lettere ai suoi amici. Il critico viennese Eduard Hanslick, disse che le opere di Zichy erano "la più grande meraviglia dei tempi moderni al pianoforte". Ebbe modo di esibirsi in Germania nel 1878, a Parigi nel 1879 ed in Russia, Belgio, Austria, Romania e stati scandinavi tra il 1880 e il 1890.
Dal 1891 al 1894 fu intendente dell'Opera ungherese, nel periodo in cui Gustav Mahler fu attivo a teatro.
Parallelamente alla sua carriera musicale, Zichy fu anche un valente avvocato. Pubblicò una sua autobiografia dal titolo "Aus meinem Leben" in tre volumi tra il 1911 ed il 1924 ed alcune composizioni poetiche. Nel 1911 fu eletto membro onorario dell'Accademia delle Scienze ungherese, ma già in precedenza era stato eletto membro onorario della Società Petőfi (1876) e della Società Kisfaludy (1878).
Morì a Budapest nel 1924, all'età di 74 anni.

## Opere
Tra le molte composizioni di Zichy si ricordano un concerto per solo braccio sinistro e molte opere.
Il compositore brasiliano e virtuoso pianista Artur Cimirro ha registrato l'intera opera di Zichy in CD.
Opere
- A vár története (1888)
- Alár (1896)
- Roland mester (1899)
- Nemo (1905)
- Rákóczi Ferenz (1909)
- Rodostó (1912)

Balletti
- Gemma, balleto

Vocali
- Dolores, cantata (1889)
- canzoni

Trascrizioni per sola mano sinistra
- J. S. Bach - Ciaccona BWV 1004
- F. Chopin - Polonaise in A major op. 40 no. 1
- F. Liszt - Notturno no. 3 'Liebestraum'
- Fantasia sul motivo del 'Tannhäuser' di Wagner

Arrangiamenti per mano sinistra
- Rákóczy March

Composizioni per pianoforte di mano sinistra
- Sonata
- Quattro studi
- Sei studi (1878; prefazione di Liszt)
- Deux Morceaux
- Liebestraum-Fantasie
- Concerto per piano e orchestra (1902)

Composizioni per pianoforte a due mani
- Liszt-March
- Idyll
- Nász-Gavotte
- Entrata e inno reale (dall'opera Alár)

## Matrimonio e figli
Il 10 settembre 1871 a Budapest, sposò la contessa Margaret Melánia Eugenia Georgina Anna Laurentia Clotilde Karatson (1855-1894), figlia del conte Guido Karatson (1817-1885) e di sua moglie, Anna Mária Marczibányi. Dal loro matrimonio nacque una figlia:
- Margit Guidobaldine Johanna Maria Leopoldine Zichy  (Graz, 15 luglio 1874 - Bad bei Wien, 30 gennaio 1963), dama della Croce Stellata. Sposò il conte János Zichy (1868 - 1944), avvocato, ciambellano imperiale e e ministro.